# Dawid Szulczek
Dawid Szulczek (ur. 26 stycznia 1990 w Świętochłowicach) – polski piłkarz i trener.

## Życiorys

### Kariera zawodnicza
Dawid Szulczek urodził się 26 stycznia 1990 w Świętochłowicach. Do 23. roku życia grał w piłkę nożną w Śląsku Świętochłowice. 

### Kariera trenerska
W 2013 roku po raz pierwszy rozpoczął pracę przy seniorskiej piłce, obejmując stanowisko asystenta trenera w Górniku Wesoła. Rok później został asystentem Dietmara Brehmera w Rozwoju Katowice. W 2014 roku ukończył studia w Akademii Wychowania Fizycznego w Katowicach. W sezonie 2014/15 jego zespół zajął 3. miejsce w tabeli i awansował do I ligi. W Rozwoju Katowice pracował również z Tadeuszem Krawcem, Markiem Koniarkiem, Markiem Motyką, a końcowo z Mirosławem Smyłą. Ostatecznie objął funkcję trenera tymczasowego na ostatni mecz w sezonie 2016/17, w którym jego zespół zwyciężył 1–0 z Gryfem Wejherowo. W czerwcu 2017 roku objął funkcję asystenta trenera w Wigrach Suwałki. Wspólnie z Arturem Skowronkiem w sezonie 2017/18 wywalczyli najlepszy wynik w historii klubu – 6. miejsce w I lidze. W lipcu 2018 roku razem z pierwszym trenerem odszedł do Stali Mielec, a nieco ponad rok później do Wisły Kraków. 21 lipca 2020 został ogłoszony szkoleniowcem II-ligowych Wigier Suwałki. We wrześniu 2020 roku uzyskał licencję UEFA Pro, zostając najmłodszym trenerem z tymi uprawnieniami w Polsce. W pierwszym sezonie pracy doprowadził zespół do baraży o grę w I lidze, gdzie odpadł w półfinale po porażce 4–6 z KKS-em 1925 Kalisz. 8 listopada 2021 roku podpisał kontrakt z Wartą Poznań, obowiązujący do końca sezonu. 1 kwietnia 2022 jego umowa z klubem została przedłużona o dwa lata. Po sezonie 2023/24 odszedł z klubu. 27 sierpnia 2024 roku został trenerem Ruchu Chorzów zastępując na tym stanowisku Janusza Niedźwiedzia. 5 sierpnia 2025 przestał pełnić funkcję trenera Ruchu.

## Statystyki
(aktualne na dzień 5 sierpnia 2025)
| Zespół                       | Od               | Do               | Statystyka | Statystyka | Statystyka | Statystyka | Statystyka |
| Zespół                       | Od               | Do               | M          | W          | R          | P          | % W        |
| ---------------------------- | ---------------- | ---------------- | ---------- | ---------- | ---------- | ---------- | ---------- |
| Rozwój Katowice (tymczasowo) | 30 maja 2017     | 13 czerwca 2017  | 1          | 1          | 0          | 0          | 100,00     |
| Wigry Suwałki                | 26 lipca 2020    | 8 listopada 2021 | 55         | 25         | 14         | 16         | 45,45      |
| Warta Poznań                 | 8 listopada 2021 | 25 maja 2024     | 48         | 20         | 12         | 16         | 41,67      |
| Ruch Chorzów                 | 27 sierpnia 2024 | 5 sierpnia 2025  | 0          | 0          | 0          | 0          | -          |